# ستيف بيري (مغني)
ستيف بيري (بالإنجليزية: Steve Perry)‏ هو مغني ومغن مؤلف أمريكي، ولد في 8 أكتوبر 1963 في سيراكيوز في الولايات المتحدة.

## وصلات خارجية
- ستيف بيري على موقع ميوزك برينز (الإنجليزية)
- ستيف بيري على موقع أول ميوزيك (الإنجليزية)
- ستيف بيري على موقع ديسكوغز (الإنجليزية)